# Collegio Paolo VI
Il Collegio Paolo VI è un collegio per studenti universitari gestito dai Salesiani di don Bosco.

## Storia
Il Collegio Universitario Paolo VI nasce all'interno dell'Opera Salesiana San Domenico Savio, fortemente voluta dall'allora arcivescovo di Milano, il cardinale Giovanni Battista Montini. Nel 1964 Montini, diventato papa con il nome di Paolo VI, benedisse la prima pietra dell'Opera, che oggi è costituita da una chiesa, un oratorio e una residenza per studenti universitari intitolata proprio a Paolo VI.